# Astana Qazaqstan Team/Saison 2022
Diese Liste beschreibt die Mannschaft und die Siege des Radsportteams Astana Qazaqstan in der Saison 2022.

## Mannschaft
| Teamkader 2022                               | Teamkader 2022     | Teamkader 2022     | Teamkader 2022               |
| Name                                         | Geburtsdatum       | Land               | Vorheriges Team              |
| -------------------------------------------- | ------------------ | ------------------ | ---------------------------- |
| Leonardo Basso                               | 25. Dezember 1993  | Italien            | Ineos Grenadiers (2021)      |
| Samuele Battistella                          | 14. November 1998  | Italien            | NTT Pro Cycling (2020)       |
| Manuele Boaro                                | 12. März 1987      | Italien            | Bahrain-Merida (2018)        |
| Gleb Brussenski                              | 18. April 2000     | Kasachstan         | Vino-Astana Motors (2020)    |
| Valerio Conti                                | 30. März 1993      | Italien            | UAE Team Emirates (2021)     |
| Stefan de Bod                                | 17. November 1996  | Südarfika          | NTT Pro Cycling (2020)       |
| David de la Cruz                             | 6. Mai 1989        | Spanien            | UAE Team Emirates (2021)     |
| Joseph Dombrowski                            | 12. Mai 1991       | Vereinigte Staaten | UAE Team Emirates (2021)     |
| Jewgeni Fjodorow                             | 16. Februar 2000   | Kasachstan         | Vino-Astana Motors (2020)    |
| Fabio Felline                                | 29. März 1990      | Italien            | Trek-Segafredo (2019)        |
| Michele Gazzoli (1. Jan.–10. Aug.)           | 4. März 1999       | Italien            | Colpack-Ballan (2021)        |
| Jewgeni Giditsch                             | 19. Mai 1996       | Kasachstan         | Vino-Astana Motors (2017)    |
| Dmitri Grusdew                               | 13. März 1986      | Kasachstan         | Ulan (2008)                  |
| Sebastián Henao (1. Jan.–31. Jul.)           | 5. August 1993     | Kolumbien          | Ineos Grenadiers (2021)      |
| Miguel Ángel López                           | 4. Februar 1994    | Kolumbien          | Movistar Team (2021)         |
| Alexei Luzenko                               | 7. September 1992  | Kasachstan         | Astana Continental (2012)    |
| Davide Martinelli                            | 31. Mai 1993       | Italien            | Deceuninck-Quick Step (2019) |
| Gianni Moscon                                | 20. April 1994     | Italien            | Ineos Grenadiers (2021)      |
| Juri Natarow                                 | 28. Dezember 1996  | Kasachstan         | Astana City (2018)           |
| Antonio Nibali                               | 23. September 1992 | Italien            | Trek-Segafredo (2021)        |
| Vincenzo Nibali                              | 14. November 1984  | Italien            | Trek-Segafredo (2021)        |
| Nurbergen Nurlychassym                       | 25. März 2000      | Kasachstan         | Vino-Astana Motors (2021)    |
| Wadim Pronski                                | 4. Juni 1998       | Kasachstan         | Vino-Astana Motors (2019)    |
| Aljaksandr Rabuschenka                       | 12. Oktober 1995   | Belarus            | UAE Team Emirates (2021)     |
| Javier Romo                                  | 6. Januar 1999     | Spanien            | Baqué Ideus BH (2020)        |
| Harold Tejada                                | 27. April 1997     | Kolumbien          | Medellín (2019)              |
| Simone Velasco                               | 2. Dezember 1995   | Italien            | Gazprom-RusVelo (2021)       |
| Artjom Sacharow                              | 27. Oktober 1991   | Kasachstan         | Seven Rivers (2015)          |
| Andrei Seiz                                  | 14. Dezember 1986  | Kasachstan         | BikeExchange (2021)          |
| Christian Scaroni (28. Jul.–31. Dez.)        | 16. Oktober 1997   | Italien            | Gazprom-RusVelo (2022)       |
| Igor Tschschan (1. Aug.–31. Dez., Stagiaire) | 2. Oktober 1999    | Kasachstan         | Vino-Astana Motors (2021)    |
| Gleb Syriza (1. Aug.–31. Dez., Stagiaire)    | 14. April 2000     | Russland           | Lokosphinx (2022)            |
|                                              |                    |                    |                              |
| Quelle: ProCyclingStats                      |                    |                    |                              |

## Siege
| Siege    | Siege                                                               | Siege      | Siege  | Siege              | Siege |
| Datum    | Rennen                                                              | Staat      | Klasse | Sieger             |       |
| -------- | ------------------------------------------------------------------- | ---------- | ------ | ------------------ | ----- |
| 14. Feb. | Clásica Jaén Paraíso Interior                                       | Spanien    | 1.1    | Alexei Luzenko     |       |
| 21. Apr. | Tour of the Alps, 4. Etappe                                         | Italien    | 2.Pro  | Miguel Ángel López |       |
| 22. Jun. | Kasachische Straßen-Radmeisterschaft im Einzelzeitfahren der Männer | Kasachstan | CN     | Juri Natarow       |       |
| 25. Jun. | Kasachische Straßen-Radmeisterschaft im Straßenrennen der Männer    | Kasachstan | CN     | Jewgeni Giditsch   |       |